# Ричард Хокинс
Ричард Хокинс (енгл. Richard Hawkins; око 1562 — 1622) био је енглески адмирал и гусар.
Учествовао је са својим бродом 1585. године у походу Френсиса Дрејка против шпанске Сребрне флоте. Истакао се 1588. године у борбама са Шпанском армадом, а затим задобио огроман плен нападима на шпанску поморску трговину и насеља у Западној Индији и на источној обали Тихог океана. У борби са надмоћнијим шпанским снагама заробљен је 1594. године. Пошто је откупљен 1602. године, постао је члан Парламента и вицеадмирал Девна и у том својству чистио енглеске обале од пирата. Учествовао је у енглеској експедицији против алжирских гусара 1620—1621. године.